# Hydraena imperatrix
Hydraena imperatrix är en skalbaggsart som beskrevs av Kniz 1919. Hydraena imperatrix ingår i släktet Hydraena och familjen vattenbrynsbaggar. Inga underarter finns listade i Catalogue of Life.